# Musée archéologique national de Gioia del Colle
 (octobre 2017).
Pour les articles homonymes, voir Musée archéologique national.
Le Musée archéologique national de Gioia del Colle occupe le rez-de-chaussée et une partie du premier étage du château normand-souabe de Gioia del Colle. Il abrite principalement les collections archéologiques collectées sur le Mont Sannace situé à environ 5 km au nord-est de Gioia del Colle, mais aussi les objets découverts sur le territoire, parmi lesquels par exemple les mobiliers des nécropoles de Santo Mola et de Murgia San Francesco.

## Histoire
En 1977, la Surintendance des Pouilles décide d'installer un nouveau musée archéologique au sein du château normand-souabe de Gioia del Colle afin de permettre la présentation dans de bonnes conditions du très riche mobilier archéologique exhumé à Monte Sannace et dans sa région. Ces espaces d'expositions se substituent au musée communal qui existait depuis 1959 dans l'ancien couvent de Saint-François sur la piazza Plebiscito. Le nouveau musée rassemble au sein d'un même lieu plusieurs noyaux de collections archéologiques : 
- le fonds du musée communal constitué par le matériel archéologique découvert entre 1940 et 1953 sur le site peucétien de Monte Sannace, dans la nécropole de Santo Mola et sur une partie du territoire

- une partie de la documentation archéologique relative au site de Monte Sannace auparavant présenté au Musée provincial de Bari (essentiellement les trouvailles effectuées entre 1929 et 1966)
- le mobilier archéologique issu des fouilles ultérieures menées à Monte Sannace et à Murgia San Francesco et notamment le riche matériel mis au jour lors des fouilles menées entre 1976 et 1985 sous la direction d'Ettore de Juliis alors Surintendant des Pouilles

Le musée archéologique national de Gioia del Colle est rattaché depuis juillet 2015 au Polo Museale della Puglia.

## Collections

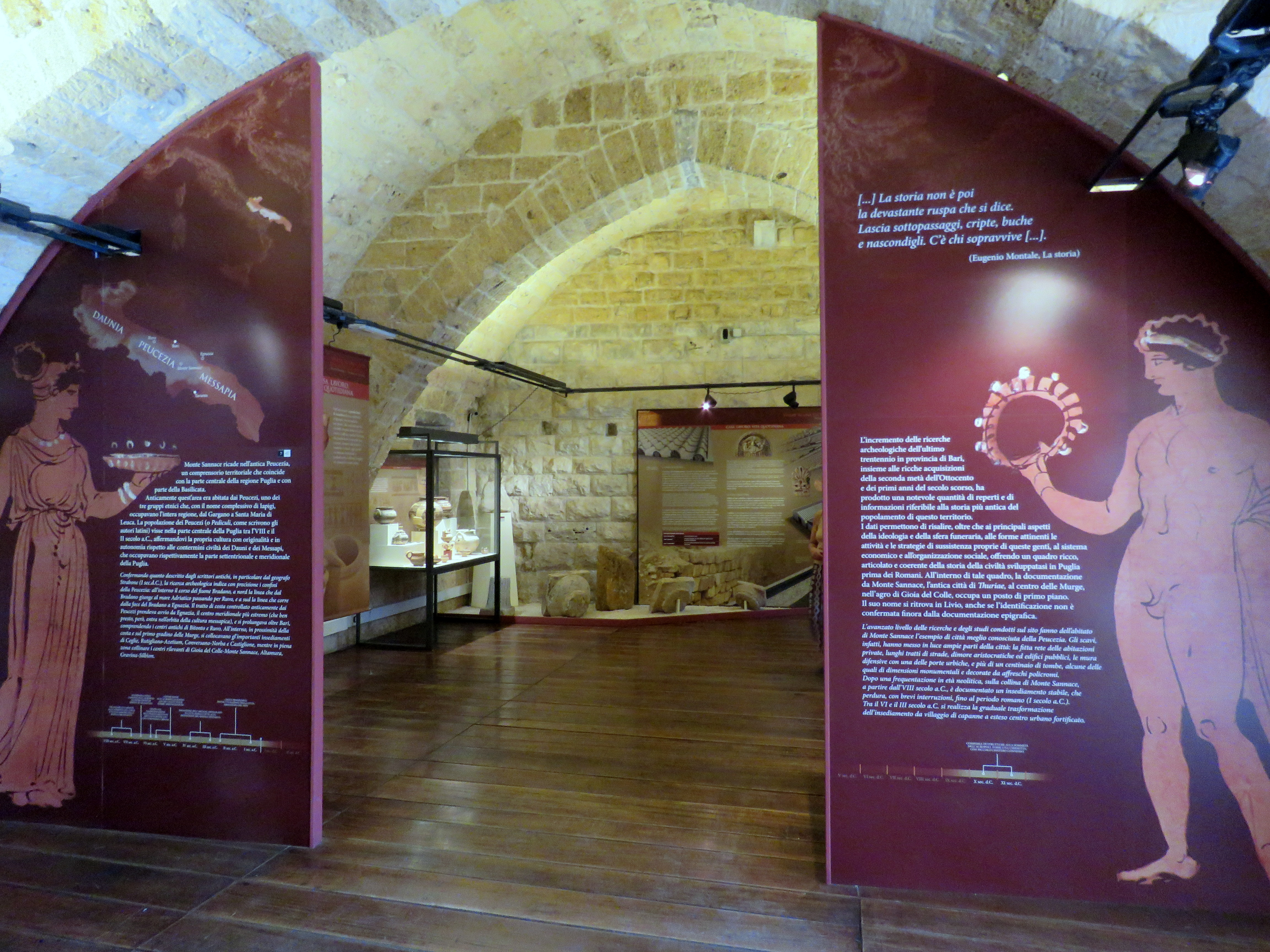
Entrée de l'exposition, salle 1. Musée archéologique national de Gioia del Colle.

En 2014, les espaces d'exposition ont fait l'objet d'une rénovation et les collections ont été redéployées et réorganisées. Elles sont désormais présentées en plusieurs sections thématiques dans cinq salles distinctes. Au-rez-de-chaussée, la première salle est consacrée à la maison, au travail et à la vie quotidienne ; la deuxième salle détaille les différents rôles et fonctions des membres de ces communautés (enfants, femmes et hommes). Au premier étage, les vitrines des salles 3, 4 et 5 proposent quant à elle d'explorer l'idéologie et le style de vie de ces populations.
Les différents objets de natures diverses proviennent d'habitats, de contextes cultuels ou funéraires (le mobilier des tombes présentées l'est de manière exhaustive et contextualisé). Ces vestiges sont liés à des usages domestiques (céramique commune, vaisselle de table, etc.), à des activités productives ou agricoles (outils, pilons de mortiers, pressoirs, pesons, vases percés pour la transformation du lait, etc.) ; certains vestiges, de facture remarquable, témoignent du faste de l'architecture édilitaire (colonnes, terres cuites architecturales polychromes, etc.) ou de la richesse de certaines tombes (vases figurés de production locale ou importés de Grèce ou de Grande-Grèce, statuettes en ivoire, panoplies de guerrier, objets de parure en métal précieux, etc.). Ils documentent l'histoire des implantations humaines et leur structuration progressive sur cinq siècles (du VIIIe au IIIe siècle av. J.-C) jusqu'à l'abandon progressif du site de Monte Sannace (entre le IIe et le Ier siècle av. J.-C). Ils retracent les comportements individuels et collectifs des membres de ces communautés et mettent également en lumière les contacts nombreux que le site peucétien a entretenu à différentes époques avec la culture grecque (forte présence de céramique ionienne, attique et corinthienne) ou les cités coloniales de Grande-Grèce (et notamment les cités grecques de Tarente et de Métaponte). 

### Salle 1: La maison, le travail et la vie quotidienne

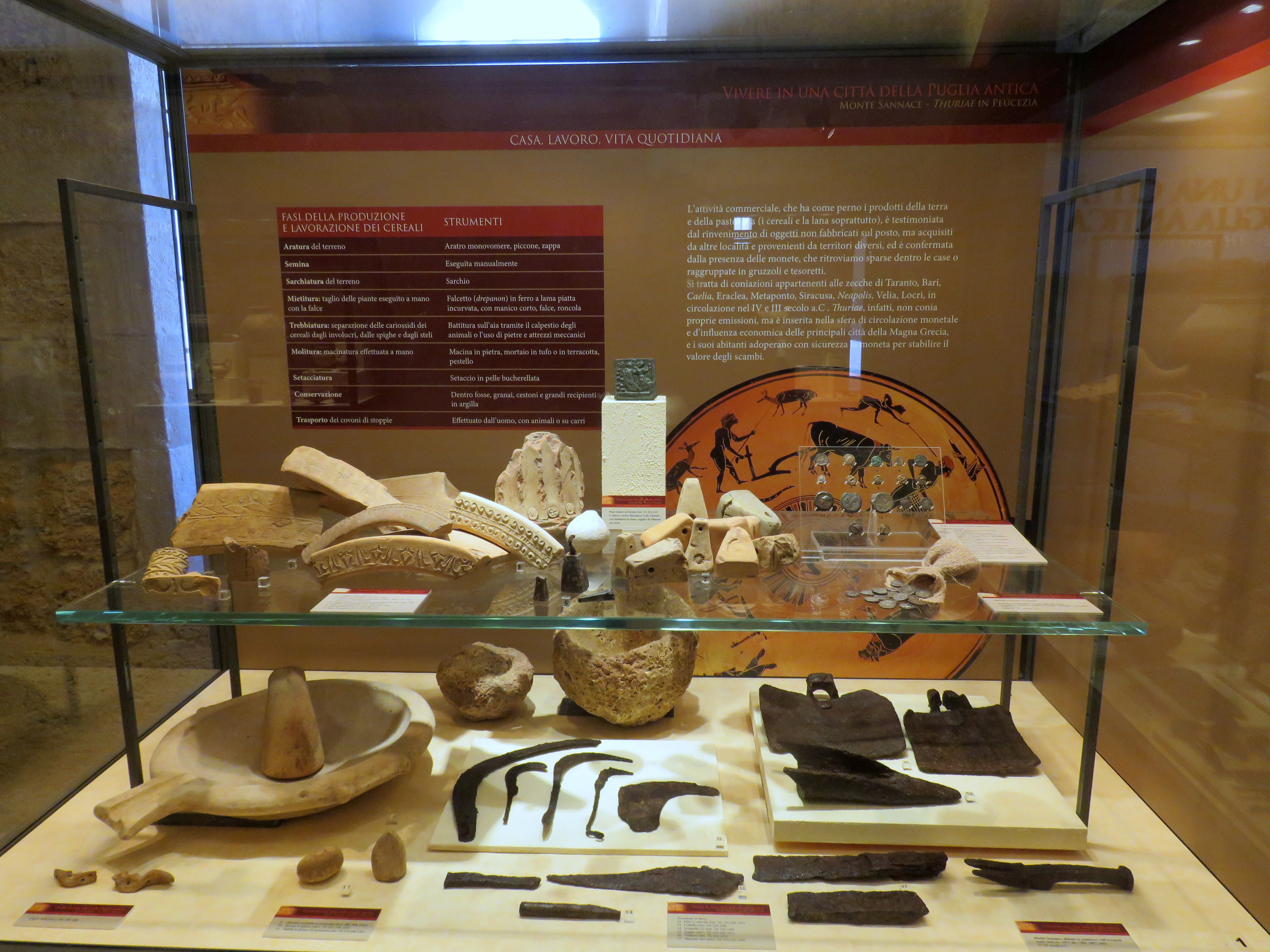
Vitrine consacrée aux activités productives

La première salle du musée présente des vestiges d'époques diverses afin de documenter la division et la hiérarchisation des espaces occupés : habitats (de différents types: maison rectangulaire, "à pastas" ou maison à péristyle), espaces communautaires construits sur l'acropole dès la période archaïque (les grands édifices rectangulaires dits "A" et "B"), nécropoles (tombes à inhumation regroupées en noyaux selon des critères "familiaux" ou autres avec défunt en position contractée à l'exception des enfants) et zones productives. 
De nombreuses zones dépourvues de structures sont consacrées à l'agriculture ou utilisées comme pâturages. Les vitrines, riches d'outils ou de contenants, illustrent depuis les phases les plus anciennes de l'occupation du site de Monte Sannace les différentes activités productives vivrières ou commerciales : l'agriculture céréalière (épeautre, orge), l'élevage (bovins, ovins, caprins, porcins), la sylviculture, la chasse (bois de cerfs), mais aussi la transformation d'éléments d'origine animale (lait, laine). Sont aussi documentées de nombreuses productions artisanales (objets métalliques, terres cuites, etc.) d'usage quotidien (vaisselle de table, lampes), liées à des activités édilitaires (tuiles, terres cuites architecturales parmi lesquelles de très beaux antéfixes polychromes) ou à destination cultuelle ou funéraire (terres cuites figurées, éléments de parure, etc.). La présence de monnaies d'origines diverses et de productions manufacturées non produites sur place attestent par ailleurs de nombreux échanges commerciaux.

### Salle 2: Rôles et fonctions des membres de la communauté
À partir du mobilier des tombes organisé en différentes vitrines thématiques, la deuxième salle propose une réflexion sur les rites funéraires et sur les différents rôles et fonctions dévolues aux membres de ces communautés, tenant compte de distinctions d'âge et de sexe. Des vitrines consacrées au mobilier retrouvés dans les tombes d'enfants présentent de nombreux objets en terre cuite interprétés comme liés à l'univers du jeu (hochet en forme de sanglier, vase plastique « askos » en forme d'oiseau, statuettes féminines parfois assimilées à des "poupées", etc.). Les vitrines consacrées au monde féminin insistent sur les activités domestiques (tissage, préparation des repas), mais aussi à travers différents objets et représentations portées sur les vases figurés, sur les liens qu'elles entretiennent avec le sacré et le divin. Le monde masculin est illustré par une riche documentation funéraire ayant trait à des activités collectives (la chasse, la guerre, la palestre, le banquet). Les vitrines, comme c'est le cas de la présentation du mobilier de la tombe 10 dite "du cavalier" de la nécropole de la via Pantaleo à Conversano datée du dernier quart du IVe siècle av. J.-C., insistent aussi sur les activités militaires et la figure prestigieuse du guerrier.

### Salle 3, 4 et 5: Idéologie et mode de vie
Les salles 3, 4 et 5 présentent différents axes thématiques relatifs à l'idéologie et au mode de vie de ces populations à travers le prisme du commerce et des échanges, de l'usage rituel du vin et des rapports avec la culture grecque (voir notamment le cratère à colonnettes corinthien décoré d'un duel héroïque daté du VIe siècle av. J.-C. et attribué au Peintre de Memnon). Ces vitrines questionnent via les exportations de biens manufacturés les routes commerciales reliant la Peucétie au reste des territoires grecs et de Grande-Grèce, mais aussi la fonction de ces vases figurés retrouvés en nombre dès la fin du VIe siècle et au cours du Ve siècle av. J.-C. au sein des tombes de Peucétie et avec eux, la résonance des mythes en territoire indigène. 

### Galerie

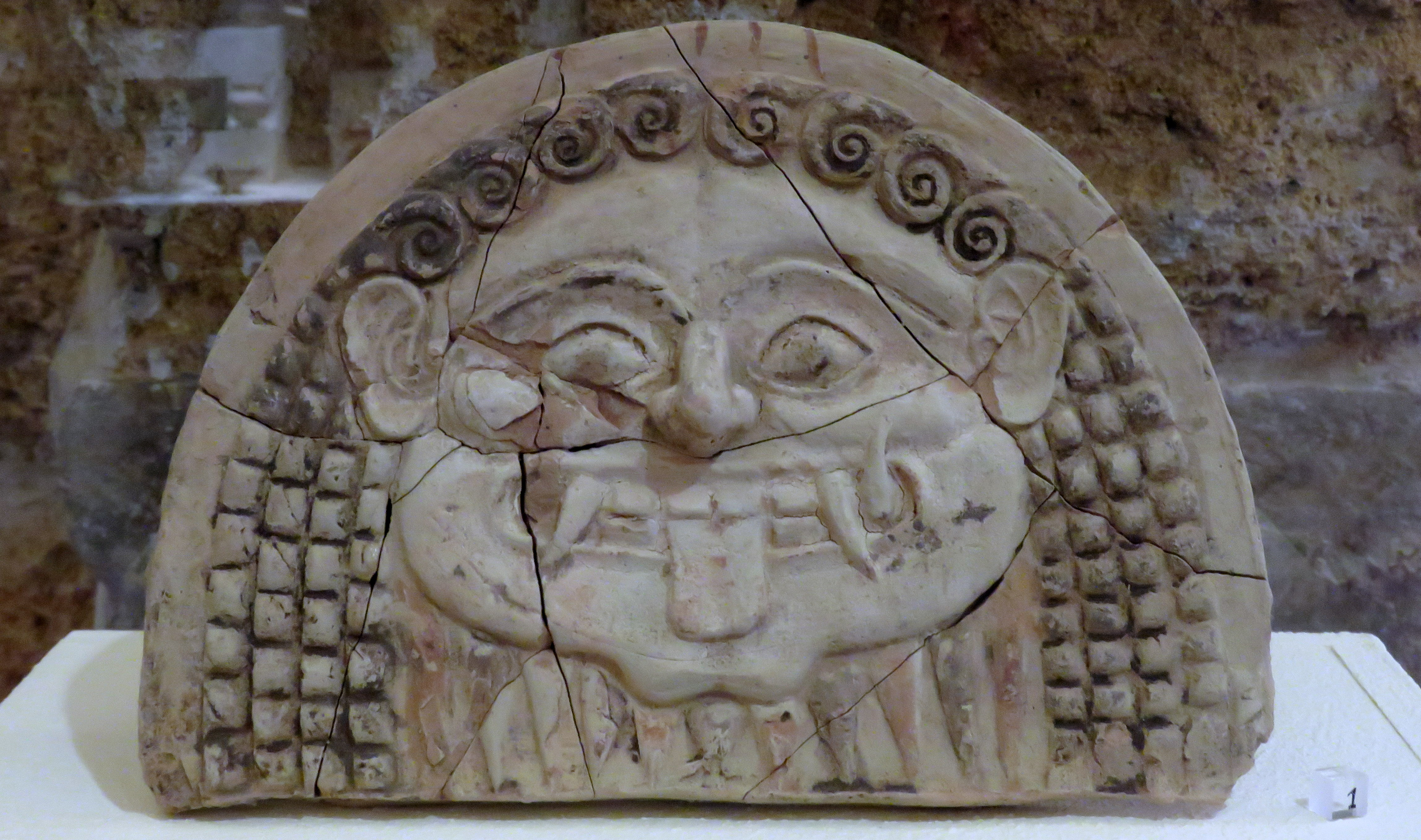
Antéfixe polychrome à tête de gorgone, VIe siècle av. J.-C. Monte Sannace, Acropole. Musée archéologique national de Gioia del Colle (inv. MG 5344)
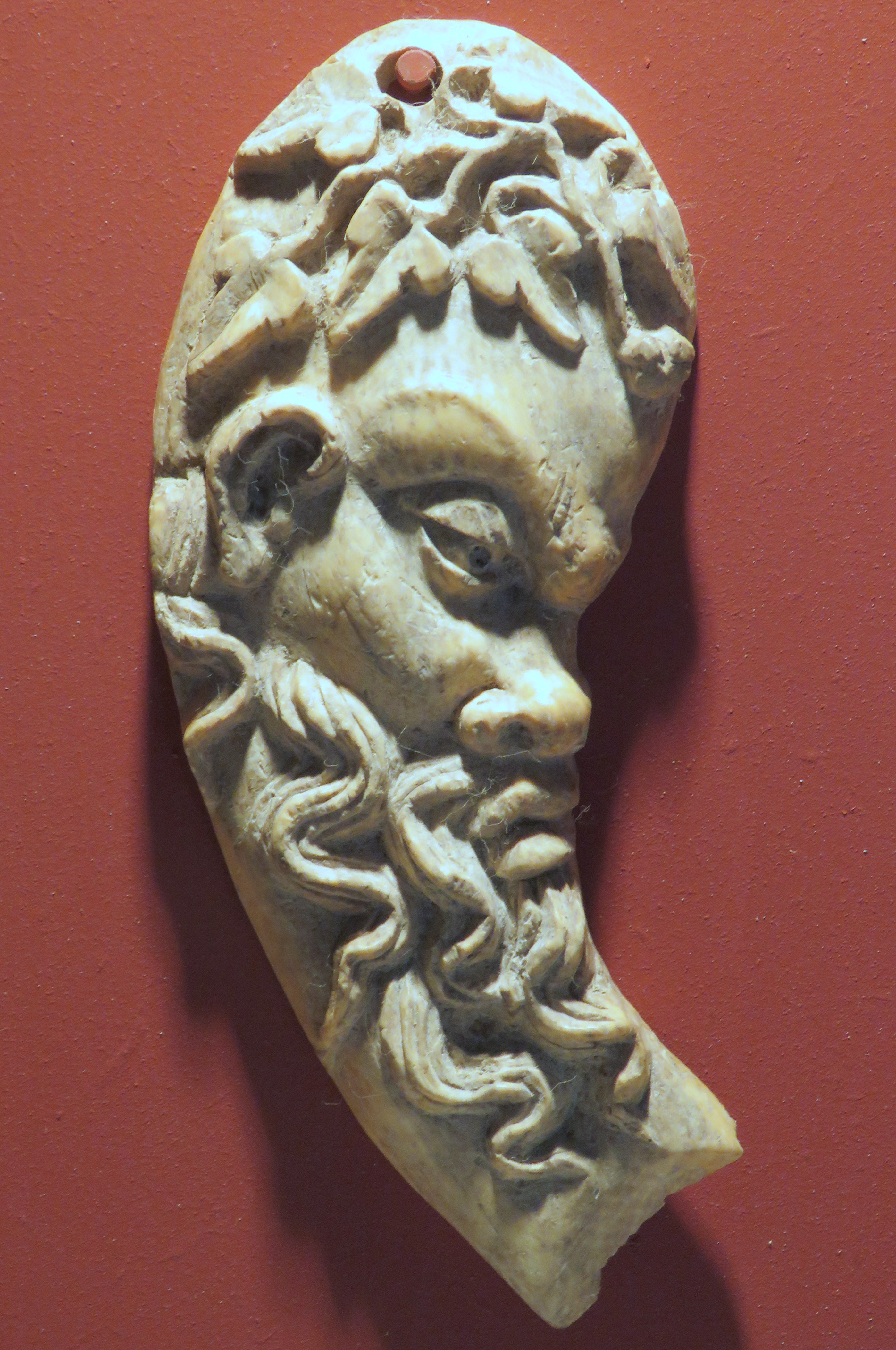
Applique en ivoire, seconde moitié du IIIe - début du IIe siècle av. J.-C. Monte Sannace, Acropole, fouille de 1978. Musée archéologique national de Gioia del Colle(inv. MG 5)
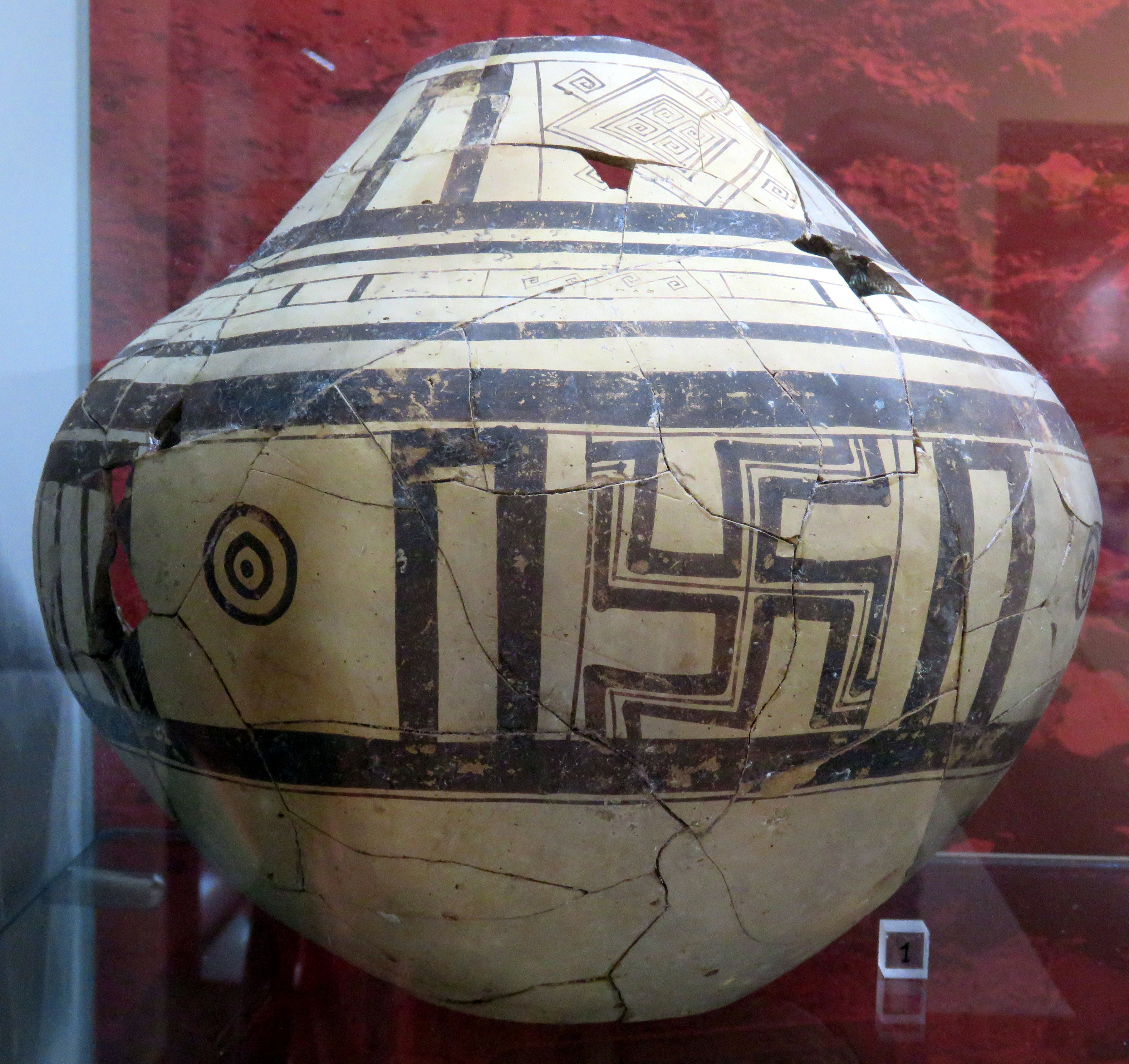
Amphore géométrique peucétienne, seconde moitié du VIIe siècle av. J.-C. Monte Sannace, Acropole, fouille H 2012-2013. Musée archéologique national de Gioia del Colle(inv. TA 235 055)
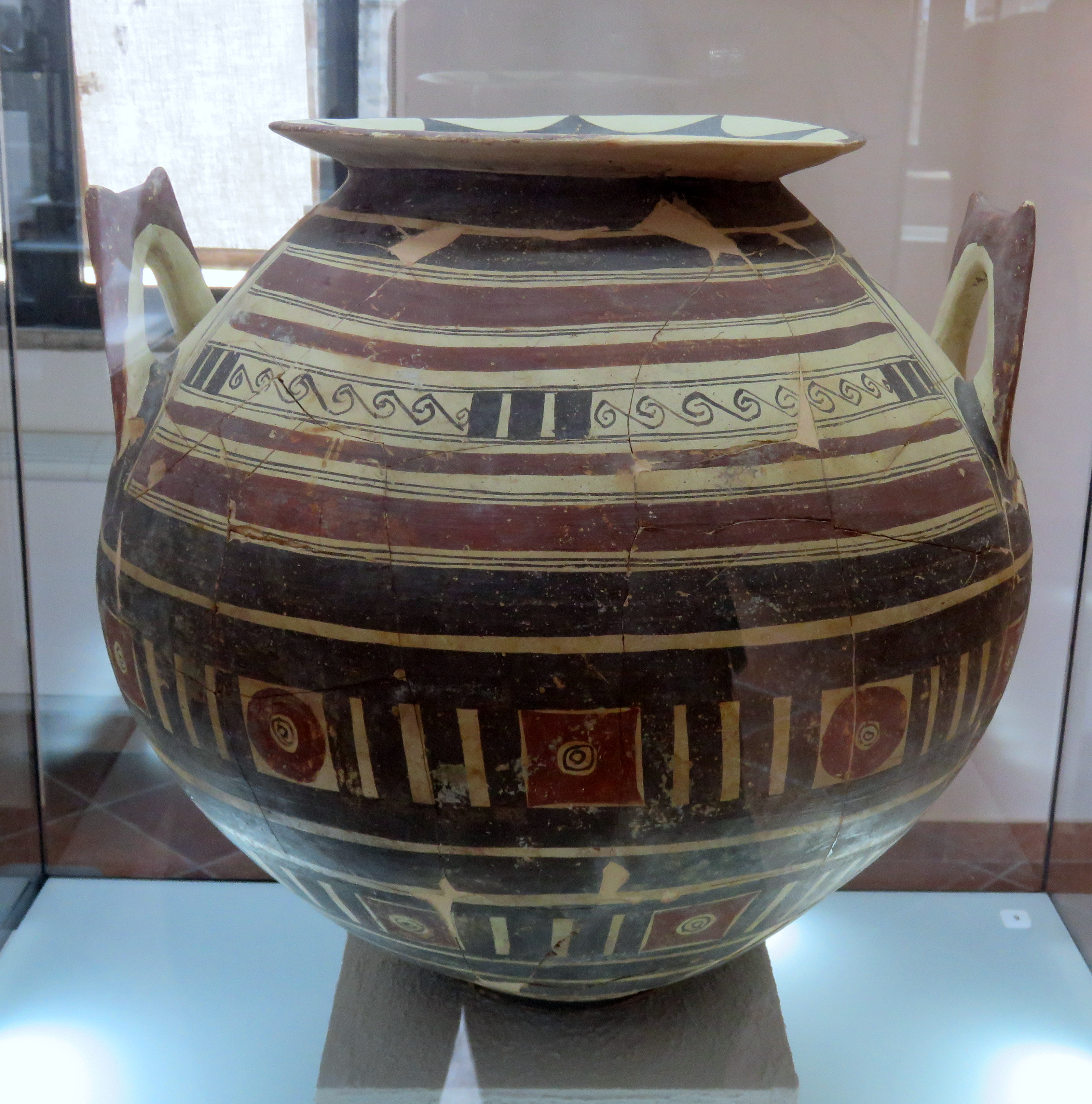
Olla géométrique peucétienne, première moitié du VIIe siècle av. J.-C. Monte Sannace, Acropole, Fouille H, Tombe 2-2002. Musée archéologique national de Gioia del Colle(inv MG 4302)
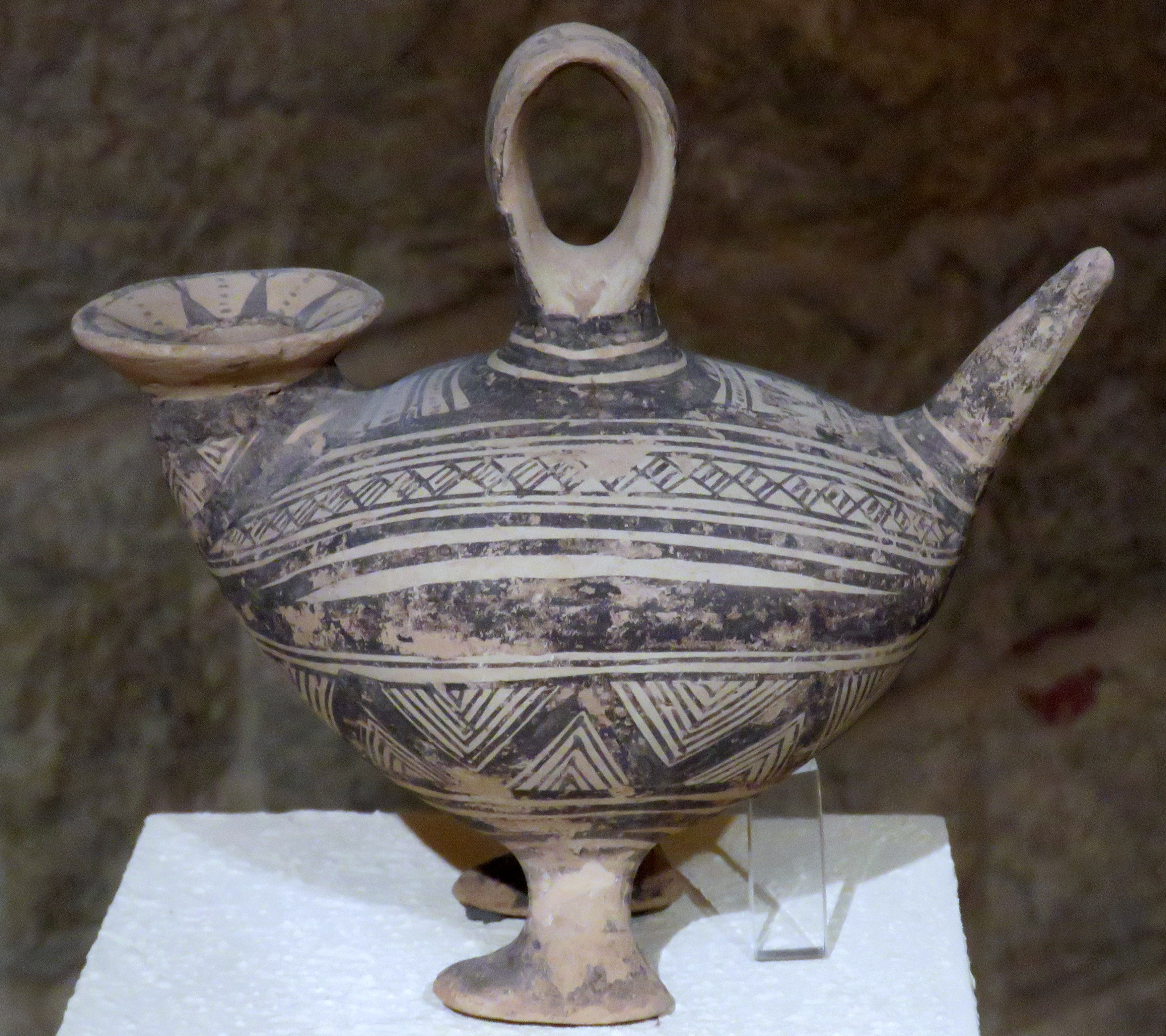
Askos zoomorphe géométrique peucétien, VIe siècle av. J.-C. Monte Sannace. Musée archéologique national de Gioia del Colle (inv. TA 100 682)
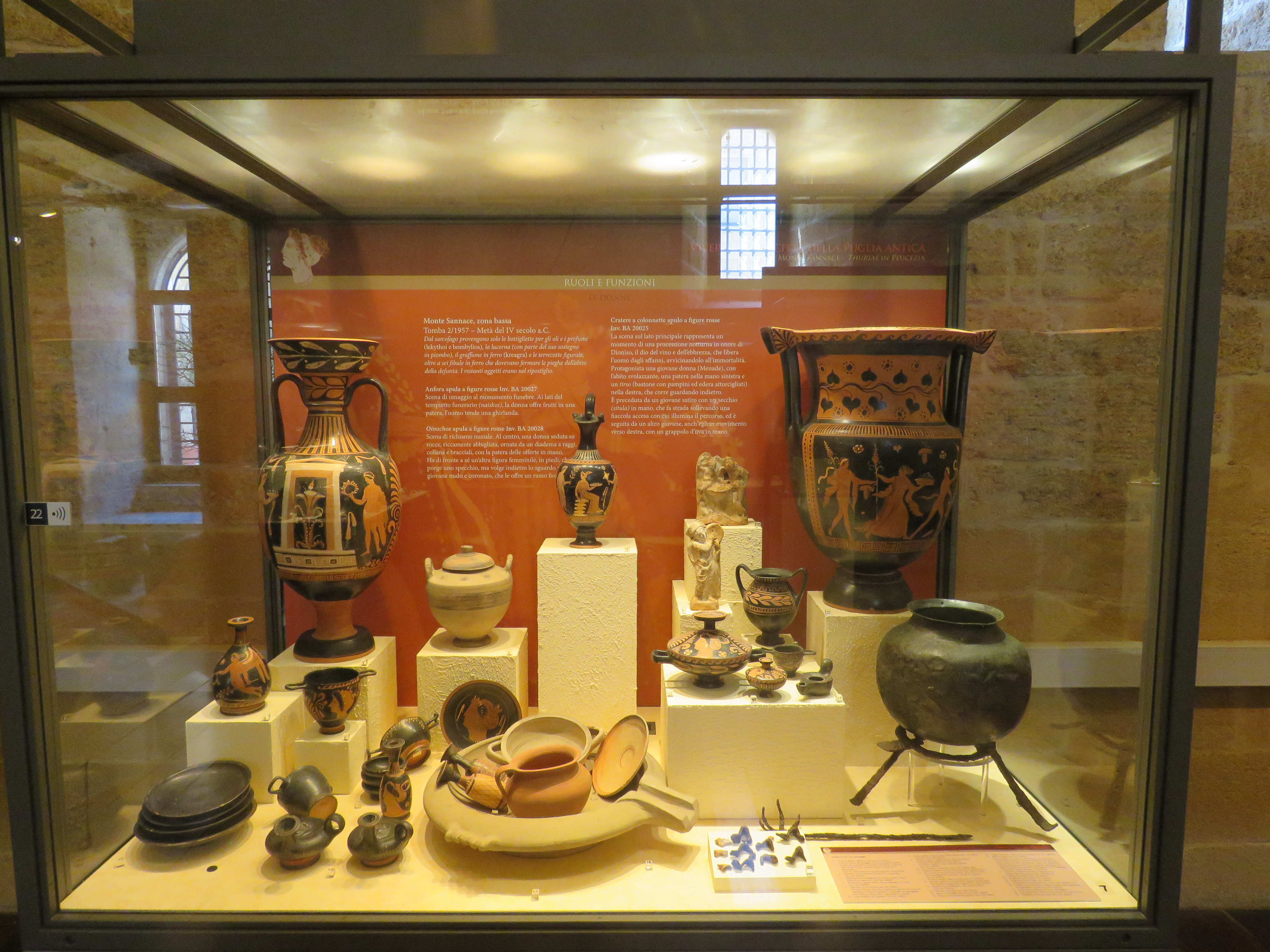
Vitrine consacrée au monde féminin. Monte Sannace zone basse tombe 2-1957, moitié du IVe siècle av. J.-C. Musée archéologique national de Gioia del Colle.
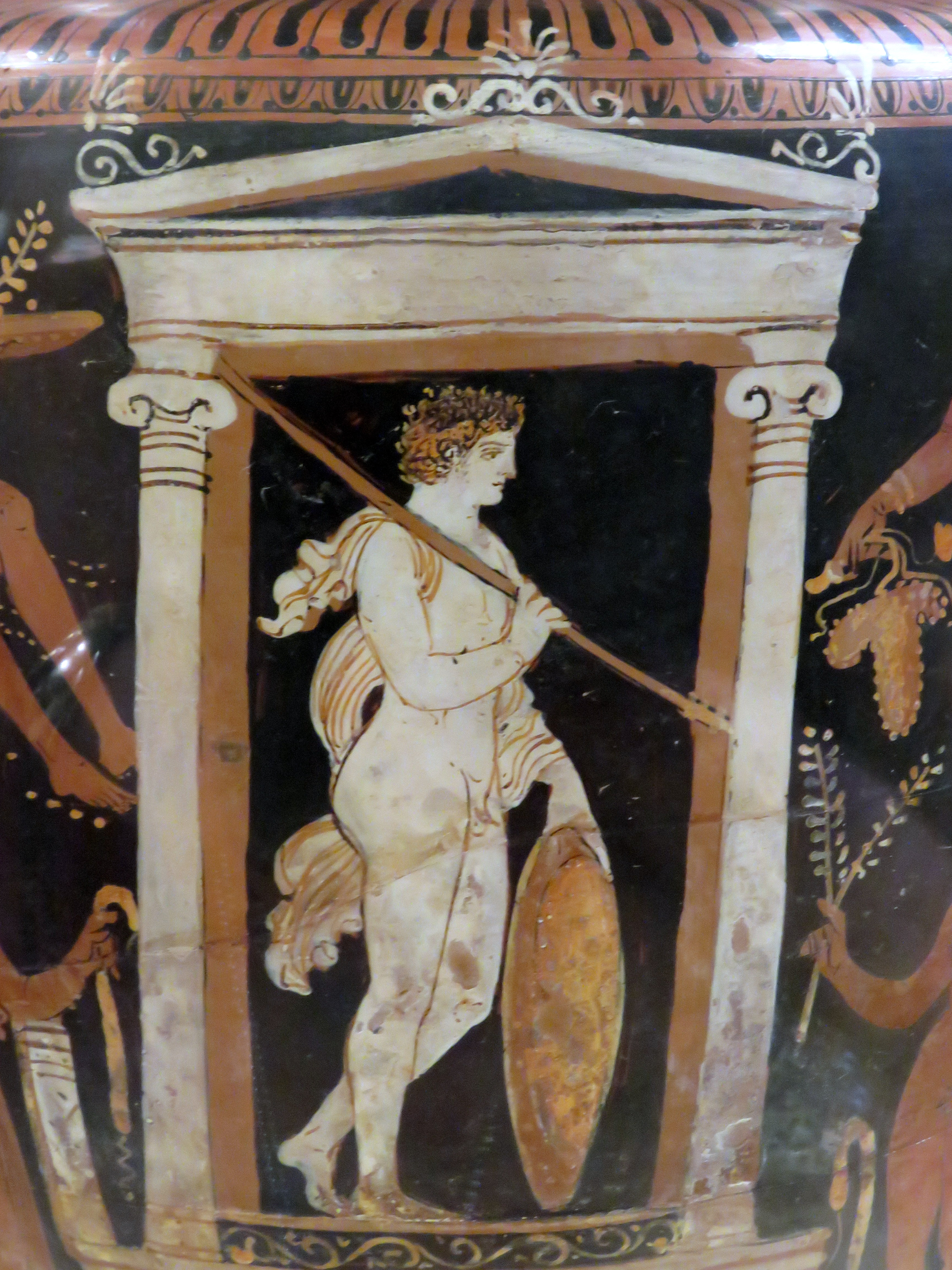
Détail du Cratère à volutes apulien attribué au Peintre de Gioia del Colle. Monte Sannace, Tombe 3-1957. Musée archéologique national de Gioia del Colle (inv. BA 20054)